# Sharon (Pensilvânia)
Sharon é uma cidade localizada no estado norte-americano de Pensilvânia, no Condado de Mercer.

## Demografia
Segundo o censo norte-americano de 2000, a sua população era de 16.328 habitantes.
Em 2006, foi estimada uma população de 15.286, um decréscimo de 1042 (-6.4%).

## Geografia
De acordo com o United States Census Bureau tem uma área de
9,7 km², dos quais 9,7 km² cobertos por terra e 0,0 km² cobertos por água.

## Localidades na vizinhança
O diagrama seguinte representa as localidades num raio de 4 km ao redor de Sharon.